# Ентоні Епштейн
Сер Майкл Ентоні Епштейн (18 травня 1921 року — 6 лютого 2024 року) — британський патологоанатом, науковець, викладач університету, володар Ордену Британської імперії, член Лондонського Королівського Товариства, Стипендіат Академії медичних наук. Є одним із першовідкривачів вірусу Епштейна — Барр разом з Івонн Барр і Бертом Ачонгом.

## Ранні роки та особисте життя
Ентоні Епштейн народився 18 травня 1921 року. Здобув освіту в Школі Святого Павла в Лондоні, у Трініті-коледжі в Кембриджі та в Міддлсецькому шпиталі.
У 2006 році Епштейн здобув ступінь доктора наук (D.Sc.) у Брістолі. У травні 2021 року Епштейнові виповнилося 100 років. Він є покровителем Британської гуманістичної асоціації (Humanists UK).

## Кар'єра
У 1968—1985 роках Ентоні Епштейн був професором патології (нині почесний професор). У 1968—1982 роках — керівник кафедри в Бристольському університеті. У 1979 році обраний членом Лондонського королівського товариства; з 1986 по 1991 рік був його віцепрезидентом. У 1992 році був нагороджений Королівською медаллю. У 1985 році отримав Орден Британської імперії. У 1991 році посвячений у лицарі. З 1986 по 2001 рік був стипендіатом Оксфордського коледжу Вольфсона, а з 2001 року — почесним стипендіатом. У 1998 році Епштейн також став засновником і членом Академії медичних наук.

## Дослідження лімфоми Беркітта
Епштейн був першим, хто припустив, що лімфома Беркітта є раком, викликаним вірусом. У 1961 році, почувши лекцію Деніса Парсонса Беркітта, присвячену цьому нещодавно описаному різновиду раку, Епштейн змінив фокус своїх досліджень з вірусів, які викликають рак у курей, і почав шукати вірус, що викликає лімфому Беркітта.
Урешті-решт у лютому 1964 року, після більш ніж двох років роботи з пухлинними клітинами хворих на лімфому Беркітта і виділенням вірусу з них, був відкритий вірус Епштейна — Барр.